# Olios lepidus
Olios lepidus är en spindelart som beskrevs av Jehan Vellard 1924. Olios lepidus ingår i släktet Olios och familjen jättekrabbspindlar. Inga underarter finns listade i Catalogue of Life.